# Henry Clinton Fall
Henry Clinton Fall, född den 25 december 1862 i Farmington, New Hampshire, död den 14 november 1939 i Massachusetts, var en amerikansk entomolog. 
Fall var lärare till yrket och en av hans fritidssysselsättningar var att samla skalbaggar. Fall samlade ihop omkring 250 000 prover, beskrev 1 484 arter och skrev 144 publikationer. 1929 utsågs han till hedersdoktor vid Dartmouth College. Hans samlingar och anteckningar finns vid Museum of Comparative Zoology, Harvard University.
Auktorsnamnet Fall kan användas för Henry Clinton Fall i samband med ett vetenskapligt namn inom zoologin; se Wikipedia-artiklar som länkar till auktorsnamnet.
|  | Wikispecies har information om Henry Clinton Fall. |